# Чемпионат мира по футболу 2026 (отборочный турнир, АФК, первый раунд)
Первый раунд азиатского отбора на чемпионат мира по футболу 2026 года проходил с 12 по 17 октября 2023 года. Он послужил также первым отборочным раундом на Кубка Азии 2027.

## Регламент и жеребьёвка
Жеребьёвка первого и второго раундов отборочной зоны АФК прошла 27 июля 2023 года в малайзийском Куала-Лумпуре.
В первом раунде 20 слабейших азиатских команд согласно рейтингу ФИФА на июль 2023 года были разбиты на 10 пар, победитель каждой из которых проходил во второй отборочный раунд.
| Корзина 1 | Корзина 2 |
| --- | --- |
| - Гонконг (149) - Индонезия (150) - Китайский Тайбэй (153) - Мальдивы (155) - Йемен (156) - Афганистан (157) - Сингапур (158) - Мьянма (160) - Непал (175) - Камбоджа (176) | - Макао (182) - Монголия (183) - Бутан (185) - Лаос (187) - Бангладеш (189) - Бруней (190) - Восточный Тимор (192) - Пакистан (201) - Гуам (203) - Шри-Ланка (207) |

В скобках указано положение сборной в рейтинге ФИФА на июль 2023 года.

## Расписание
Первые и ответные матчи первого отборочного раунда прошли в октябре 2023 года.
| Матчи         | Даты            |
| ------------- | --------------- |
| Первый матч   | 12 октября 2023 |
| Ответный матч | 17 октября 2023 |

## Сетка
| Команда 1        | Итог | Команда 2       | 1-й матч | 2-й матч |
| ---------------- | ---- | --------------- | -------- | -------- |
| Афганистан       | 2:0  | Монголия        | 1:0      | 1:0      |
| Мальдивы         | 1:3  | Бангладеш       | 1:1      | 1:2      |
| Сингапур         | 3:1  | Гуам            | 2:1      | 1:0      |
| Йемен            | 4:1  | Шри-Ланка       | 3:0      | 1:1      |
| Мьянма           | 5:1  | Макао           | 5:1      | 0:0      |
| Камбоджа         | 0:1  | Пакистан        | 0:0      | 0:1      |
| Китайский Тайбэй | 7:0  | Восточный Тимор | 4:0      | 3:0      |
| Индонезия        | 12:0 | Бруней          | 6:0      | 6:0      |
| Гонконг          | 4:2  | Бутан           | 4:0      | 0:2      |
| Непал            | 2:1  | Лаос            | 1:1      | 1:0      |

## Матчи
| Афганистан | 1:0   | Монголия |
| ---------- | ----- | -------- |
| Шарза 60′  | Отчёт |          |

| Монголия | 0:1   | Афганистан |
| -------- | ----- | ---------- |
|          | Отчёт | Нур 72′    |

 Афганистан вышел в следующий раунд, победив по сумме двух матчей со счётом 2:0
| Мальдивы  | 1:1   | Бангладеш  |
| --------- | ----- | ---------- |
| Назим 87′ | Отчёт | Саад 90+2′ |

| Бангладеш               | 2:1   | Мальдивы    |
| ----------------------- | ----- | ----------- |
| Хоссейн 11′ · Фахим 46′ | Отчёт | Ибрахим 36′ |

 Бангладеш вышел в следующий раунд, победив по сумме двух матчей со счётом 3:1
| Сингапур                   | 2:1   | Гуам        |
| -------------------------- | ----- | ----------- |
| Ван Хуйзен 35′ · Малер 41′ | Отчёт | Канлифф 90′ |

| Гуам | 0:1   | Сингапур  |
| ---- | ----- | --------- |
|      | Отчёт | Шавал 81′ |

 Сингапур вышел в следующий раунд, победив по сумме двух матчей со счётом 3:1
| Йемен                                          | 3:0   | Шри-Ланка |
| ---------------------------------------------- | ----- | --------- |
| Махер 33′ · Аль-Гахваши 67′ · Аль-Матари 90+3′ | Отчёт |           |

| Шри-Ланка    | 1:1   | Йемен         |
| ------------ | ----- | ------------- |
| Ратнаяке 89′ | Отчёт | Аль-Матари 4′ |

 Йемен вышел в следующий раунд, победив по сумме двух матчей со счётом 4:1
| Мьянма                                                                          | 5:1   | Макао      |
| ------------------------------------------------------------------------------- | ----- | ---------- |
| Лвин Мо Аунг 39′, 90+5′ · Со Мо Кяу 62′ · Аун Каун Манн 81′ · На Мо Нианг 90+1′ | Отчёт | Торран 55′ |

| Макао | 0:0   | Мьянма |
| ----- | ----- | ------ |
|       | Отчёт |        |

 Мьянма вышла в следующий раунд, победив по сумме двух матчей со счётом 5:1
| Камбоджа | 0:0   | Пакистан |
| -------- | ----- | -------- |
|          | Отчёт |          |

| Пакистан  | 1:0   | Камбоджа |
| --------- | ----- | -------- |
| Хамид 68′ | Отчёт |          |

 Пакистан вышел в следующий раунд, победив по сумме двух матчей со счётом 1:0
| Китайский Тайбэй                                 | 4:0   | Восточный Тимор |
| ------------------------------------------------ | ----- | --------------- |
| Ю Яосинь 4′, 60′ · Чен Тинянг 57′ · Ко Ютинг 88′ | Отчёт |                 |

| Восточный Тимор | 0:3   | Китайский Тайбэй                        |
| --------------- | ----- | --------------------------------------- |
|                 | Отчёт | Ю Цзяхуан 18′ · У Яньшу 21′ · Куаме 24′ |

 Китайский Тайбэй вышел в следующий раунд, победив по сумме двух матчей со счётом 7:0
| Индонезия                                                                       | 6:0   | Бруней |
| ------------------------------------------------------------------------------- | ----- | ------ |
| Димас Драджад 7′, 72′, 92′ · Ризки Ридхо 12′ · Рамадхан Сананта 63′ (пен.), 67′ | Отчёт |        |

| Бруней | 0:6   | Индонезия                                                                                         |
| ------ | ----- | ------------------------------------------------------------------------------------------------- |
|        | Отчёт | Хокки Карака 6′, 44′ · Маулана 42′ · Сулаеман 47′ (пен.) · Ризки Ридхо 64′ · Рамадхан Сананта 82′ |

 Индонезия вышла в следующий раунд, победив по сумме двух матчей со счётом 12:0
| Гонконг                                          | 4:0   | Бутан |
| ------------------------------------------------ | ----- | ----- |
| Удебулузор 10′, 16′ · Чан 28′ · Норбу 35′ (авт.) | Отчёт |       |

| Бутан                    | 2:0   | Гонконг |
| ------------------------ | ----- | ------- |
| Гъялцен 28′ · Чогъял 47′ | Отчёт |         |

 Гонконг вышел в следующий раунд, победив по сумме двух матчей со счётом 4:2
| Непал     | 1:1   | Лаос        |
| --------- | ----- | ----------- |
| Биста 48′ | Отчёт | Бунконг 33′ |

| Лаос | 0:1   | Непал     |
| ---- | ----- | --------- |
|      | Отчёт | Данжи 53′ |

 Непал вышел в следующий раунд, победив по сумме двух матчей со счётом 2:1

## Комментарии
1. ↑  Сборная Шри-Ланки была отстранена от соревнований под эгидой ФИФА в связи с вмешательством государства в работу футбольной федерации страны, однако всё же была предварительно включена в список участников при жеребьёвке[3] После внесённых изменений в законодательство со стороны правительства Шри-Ланки, отстранение её сборных было снято и футбольная сборная смогла принять участие в отборочном турнире[4].
2. ↑  Афганистан проводил свою домашнюю игру на нейтральной арене из-за продолжающейся гражданской войны.
3. ↑  Йемен проводил свою домашнюю игру на нейтральной арене из-за продолжающейся гражданской войны
4. ↑  Восточный Тимор проводил свой домашний матч в Гаосюне, поскольку Национальный стадион в Дили не соответствует стандартам ФИФА